# La Nueva Teresa
La Nueva Teresa är en ort i Mexiko.   Den ligger i kommunen Aguascalientes och delstaten Aguascalientes, i den centrala delen av landet, 400 km nordväst om huvudstaden Mexico City. La Nueva Teresa ligger 1 923 meter över havet och antalet invånare är 222.
Terrängen runt La Nueva Teresa är platt åt sydost, men åt nordväst är den kuperad. Terrängen runt La Nueva Teresa sluttar österut. Runt La Nueva Teresa är det tätbefolkat, med 459 invånare per kvadratkilometer. Närmaste större samhälle är Aguascalientes, 11,4 km öster om La Nueva Teresa. Trakten runt La Nueva Teresa består till största delen av jordbruksmark.